# Tratado económico germano-rumano de 1939
El Tratado germano-rumano para el Desarrollo de las Relaciones Económicas entre los Dos Países fue un acuerdo económico bilateral firmado entre los gobiernos alemán y rumano en Bucarest el 23 de marzo de 1939. El acuerdo estableció el control alemán sobre la mayoría de los aspectos de la economía rumana y, por lo tanto, obligó al gobierno rumano a unirse a las Potencias del Eje en una fecha posterior. Según un informe contemporáneo de la revista Time, "en ningún caso de los tiempos modernos un Estado ha hecho concesiones económicas tan humillantes y de gran alcance a otro" como Rumania a Alemania, la misma publicación considera que transformó a Rumania en una "dependencia alemana".
Las ratificaciones se intercambiaron en Berlín el 20 de diciembre de 1939 y el acuerdo entró en vigor el 20 de enero de 1940. Se registró en la Serie de Tratados de la Sociedad de las Naciones el 17 de enero de 1940.

## Antecedentes
A finales de 1938 y principios de 1939, el gobierno alemán estaba llevando a cabo algunos de sus planes de cambios territoriales en Europa, lo que le dio al Reich alemán más terreno para la expansión económica. Como parte de ese proceso, Checoslovaquia fue invadida el 15 de marzo de 1939. Además, el gobierno alemán codiciaba los campos petroleros de Rumania y deseaba asegurar la cooperación militar rumana en caso de guerra.

## Términos del Acuerdo
El acuerdo preveía la entrega de varios productos rumanos a Alemania en los campos de la agricultura, la madera y el petróleo. A cambio, el gobierno alemán se comprometió a proporcionar al gobierno rumano los conocimientos técnicos y el equipo militar que pudiera necesitar. El acuerdo también otorgó beneficios comerciales a las empresas alemanas en Rumania, en forma de zonas de libre comercio. El acuerdo fue firmado por un período de diez años, con posibilidad de prórroga.

## Consecuencias
El acuerdo fortaleció económicamente al Tercer Reich y puso a su disposición los recursos de Rumanía en un momento en que Hitler planeaba invadir Polonia. El gobierno británico estaba alarmado por ese desarrollo y el 13 de abril de 1939 se comprometió a defender Rumania de los planes agresivos alemanes sobre su soberanía. Sin embargo, el gobierno rumano evaluó que el apoyo británico no sería efectivo, y esta evaluación parecía aún más realista luego de la invasión alemana de Polonia en septiembre de 1939 y Francia en mayo-junio de 1940 y la retirada británica del continente al mismo tiempo. Como resultado, el gobierno rumano decidió cooperar con el gobierno alemán y ese mismo año se unió a las Potencias del Eje.